# 倫敦米德蘭
倫敦米德蘭（London Midland）是英國的一家鐵路客運公司，擁有西米德蘭地區的鐵路客運經營許可。倫敦米德蘭主要經營運行在西海岸主線上列車的客運業務。大多數列車為綠色塗裝。倫敦米德蘭的客運經營權日期至2017年6月。

## 外部連結
- 维基共享资源上的相關多媒體資源：倫敦米德蘭
- London Midland official website